# The Weight of Water (film)
The Weight of Water is een Frans-Amerikaanse thriller uit 2000 onder regie van Kathryn Bigelow en is gebaseerd op het gelijknamige boek van Anita Shreve uit 1997.

## Verhaal
Een fotojournalist onderzoekt een dubbele moord uit 1873 en ontdekt dat haar eigen leven parallellen vertoont met dat van een getuige die de tragische gebeurtenis heeft overleefd.

## Rolverdeling
| Acteur              | Personage      |
| ------------------- | -------------- |
| Elizabeth Hurley    | Adaline Gunne  |
| Catherine McCormack | Jean Janes     |
| Sean Penn           | Thomas Janes   |
| Sarah Polley        | Maren Hontvedt |
| Josh Lucas          | Rich Janes     |
| Ciarán Hinds        | Louis Wagner   |

## Release en ontvangst
The Weight of Water ging op 9 september 2000 in première op het Internationaal filmfestival van Toronto en kreeg overwegend negatieve recensies, met een score van 34% op recensentenwebsite Rotten Tomatoes, gebaseerd op 64 beoordelingen. Desondanks wist de film op het Film by the Sea-filmfestival in Vlissingen, de Film en Literatuur Award te winnen.

## Prijzen en nominaties
De belangrijkste:
| Jaar | Prijs           | Categorie                | Genomineerde(n) | Uitslag  |
| ---- | --------------- | ------------------------ | --------------- | -------- |
| 2001 | Film by the Sea | Film en Literatuur Award | Kathryn Bigelow | Gewonnen |